# Ribosomska RNK
Ribosomska RNA (rRNA) je jedna od triju vrsta ribonukleinske kiseline.
Molekule rRNA su središnji dio sustava za proizvodnju proteina. Zajedno s proteinima izgrađuje ribosome. Ribosomi se sastoje od dvije podjedinice - velike i male. Aktivno mjesto na većoj podjedinici izgrađeno je isključivo od rRNA. 
To aktivno mjesto katalizira nastanak peptidne veze među aminokiselinama, zbog čega je ribosom zapravo ribozim.
Ribosomska RNA se sintetizira u staničnoj jezgrici.
Kad transkripcijom nastane rRNA i spoji se s ribosomskim proteinima, nastaje kompleks ribosomskih podkomponenta koji se odvaja od jezgrice i kroz pore jezgrine ovojnice izlazi iz jezgre i odlazi u citoplazmu gdje se spajaju u 80S ribosome (kod eukariota).  
U prokariotskom ribosomu nalaze se 34 bjelančevine i dvije molekule rRNA u velikoj podjedinici, a u maloj podjedinici samo jedna molekula rRNA i 21 bjelančevina.
Ribosomska RNA čini od 60 do 80% ukupne stanične RNA.